# گورستان چاهگاه
گورستان چاهگاه مربوط به دوره صفوی - دوره قاجار است و در شهرستان لردگان و روستای چاهگاه واقع شده است. این اثر در تاریخ ۱۱ مرداد ۱۳۸۴ با شمارهٔ ثبت ۱۲۴۱۴ به‌عنوان یکی از آثار ملی ایران به ثبت رسیده است.